# Gary Plummer
Gary Dean Plummer (Highland Park, 21 febbraio 1962) è un ex cestista statunitense, professionista nella NBA, in Europa e in Sudamerica.

## Carriera
È stato selezionato dai Golden State Warriors al secondo giro del Draft NBA 1984 (45ª scelta assoluta).